# Ethan Cohn
Ethan Cohn (* 18. April 1979 in New York City, New York) ist ein US-amerikanischer Filmschauspieler. 

## Leben
Ethan Cohn ist seit Anfang der 2000er Jahre als Filmschauspieler aktiv. So spielte er „Glenn Babble“ in der Serie Gilmore Girls. Weitere Rollen waren „Graham“ in Cry_Wolf (2005), „Mouse“ in The Gene Generation (2007), „Benjy“ in The Experiment (2010), „Owen Kellogg“ in Die Atlas Trilogie – Wer ist John Galt? (2011) oder „Kevin“ in Wander Darkly (2020). Insgesamt wirkte er in mehr als 30 Film- und Fernsehproduktionen mit.

## Filmografie (Auswahl)
- 2003: Season of Youth
- 2003–2005: Gilmore Girls (Fernsehserie, 12 Folgen)
- 2005: CSI: Miami (Fernsehserie)
- 2005: Cry_Wolf
- 2006: Das Mädchen aus dem Wasser (Lady in the Water)
- 2007: The Gene Generation
- 2007: On the Doll
- 2009: Monk (Fernsehserie, eine Folge)
- 2010: Alice im Wunderland (Alice in Wonderland)
- 2010: Taras Welten (United States of Tara) (Fernsehserie, eine Folge)
- 2010: Rubber
- 2010: The Experiment
- 2011: Die Atlas Trilogie – Wer ist John Galt? (Atlas Shrugged: Part I)
- 2011: Language of a Broken Heart
- 2013: A Birder’s Guide to Everything
- 2014: Beautiful Girl
- 2018: The Con Is On
- 2020: Wander Darkly